# رولاند كولمان
رولاند كولمان (بالألمانية: Roland Kollmann)‏ هو لاعب كرة قدم نمساوي في مركز الهجوم، ولد في 8 أكتوبر 1976 في فيلاخ في النمسا. شارك مع منتخب النمسا لكرة القدم. أما مع النوادي، فقد لعب مع تفينتي أنشخيدة وتيرول إنسبروك وغراتزر أي كاي ونادي كارنتين ونادي واكر إنسبروك.

## وصلات خارجية
- رولاند كولمان على موقع قاعدة بيانات كرة القدم.إي يو (الإنجليزية)
- رولاند كولمان على موقع ناشيونال فوتبول تيمز (الإنجليزية)
- رولاند كولمان على موقع Soccerway.com (الإنجليزية)
- رولاند كولمان على موقع عالم كرة القدم.نت (الإنجليزية)